# ريزيدينتي
رينيه بيريز جوغلار (من مواليد 23 فبراير 1978) ، المعروف باسم ريزيدينتي (Residente) ، هو مغني راب بورتوريكي و مغني وكاتب أغاني و فاعل خير. اشتهر بأنه أحد مؤسسي فرقة الراب البديلة كالي 13 (Calle 13). أصدر ريزيدينتي خمسة ألبومات مع كالي 13 قبل الإعلان عن مسيرته الفردية في عام 2015. أصدر ريزيدينتي أول ألبوم منفرد له في عام 2017. حصل على أربع جوائز غرامي و 27 جائزة غرامي لاتينية - أكثر من أي فنان لاتيني آخر . تعمق ريزيدينتي أيضًا في إنتاج أفلام وثائقية بما في ذلك Sin Mapa (2009) و Residente (2017) وأخرج بعض مقاطع الفيديو الموسيقية الخاصة به.
ولد ونشأ في سان خوان ، بورتوريكو ، طور ريزيدينتي اهتمامًا بالفن والموسيقى والسياسة اليسارية في سن مبكرة. درس الفن في كلية سافانا للفنون والتصميم في سافانا ، جورجيا ، وعاد إلى بورتوريكو في عام 2003 للعمل على الموسيقى مع أخيه غير الشقيق ، فيزيتانت ، الذي أسس معه شارع 13. في وقت مبكر من حياته المهنية ، نال أسلوبه الغنائي الساخر والمستنكر للذات المديح والجدل. سجلت المجموعة خمسة ألبومات ناجحة تجاريا ونقديا. استوحى ألبومه Residente من اختبار الحمض النووي الذي أجراه الفنان للتعرف على خلفيته ، وتم تسجيله في بلدان مختلفة حول العالم ويضم مجموعة واسعة من الأساليب الموسيقية العالمية. أصدر منذ ذلك الحين أغنيات فردية "Sexo" في 2018 ، و "Bellacoso" (مع باد باني ) في 2019 ، و "René" في 2020.
وقد تم الاعتراف به لمساهماته الاجتماعية وعمل كواجهة لحملات اليونيسف ومنظمة العفو الدولية . لقد دافع باستمرار عن التعليم في أمريكا اللاتينية وحقوق الشعوب الأصلية. في عام 2009 انتقد حاكم بورتوريكو لويس فورتونيو لتسريحه أكثر من 30 ألف موظف حكومي.  في نوفمبر 2015 ، حصل ريزيدينتي على جائزة تقدير في برشلونة في مؤتمر القمة العالمية للحائزين على جائزة نوبل للسلام بسبب التزامه بالوعي الاجتماعي وتعزيز السلام. 

## ديسكوغرافيا

### مع كالي 13
- 2005: كالي 13
- 2007: Residente o Visitante
- 2008: Los de Atrás Vienen Conmigo
- 2010: إنترين لوس كوي كيران
- 2014: الفيروسات المتعددة

### منفرد
- 2017: المقيم

## فيلموغرافيا

### فيلم
| عنوان                                  | سنة  | دور      | ملحوظات                          |        |
| -------------------------------------- | ---- | -------- | -------------------------------- | ------ |
| كالي 13: سين مابا                      | 2009 | نفسه     | وثائقي وكاتب السيناريو والموسيقى | [ 5 ]  |
| مرسيدس سوسا ، كانتورا: Un Viaje Íntimo | 2009 | نفسه     | وثائقي                           | [ 6 ]  |
| الكلاب القديمة                         | 2009 | رسام وشم |                                  | [ 7 ]  |
| Sonó Sonó Tité Curet                   | 2011 | نفسه     | وثائقي                           | [ 8 ]  |
| Hecho en México                        | 2012 | نفسه     | وثائقي                           | [ 9 ]  |
| مقيم                                   | 2017 | نفسه     | وثائقي ، وكذلك المخرج والموسيقى  | [ 10 ] |
| روبين بليدز ليس اسمي                   | 2018 | نفسه     | وثائقي ، ما بعد الإنتاج          | [ 11 ] |

### التلفاز
| عنوان                         | سنة  | دور               | ملحوظات     |        |
| ----------------------------- | ---- | ----------------- | ----------- | ------ |
| كتلة بلدي: بورتوريكو          | 2006 | نفسه              | وثائقي      | [ 12 ] |
| 8th Premios MTV Latinoamérica | 2009 | نفسه (مضيف مشارك) | تلفزيون خاص | [ 13 ] |

### آخر
| عنوان  | سنة  | دور  | ملحوظات                        |        |
| ------ | ---- | ---- | ------------------------------ | ------ |
| ليبانو | 2017 | نفسه | فيلم وثائقي قصير ، أيضا المخرج | [ 14 ] |

### إخراج مقاطع فيديو موسيقية
| عنوان               | سنة  | المؤدي (ق)                         | ملحوظات                                                      |               |
| ------------------- | ---- | ---------------------------------- | ------------------------------------------------------------ | ------------- |
| " Somos Anormales " | 2017 | مقيم                               |                                                              | [ 15 ]        |
| " ديسينكوينترو "    | 2017 | مقيم يضم SoKo                      | تم ترشيحه - جائزة Latin Grammy Award لأفضل فيديو موسيقي قصير | [ 16 ] [ 17 ] |
| "Guerra"            | 2017 | مقيم                               |                                                              | [ 18 ]        |
| "الجنس"             | 2018 | Residente و Dillon Francis يضم iLe |                                                              | [ 19 ]        |

#### الاعتمادات الأخرى
| عنوان                          | سنة  | المؤدي (ق) | تنسب إليه | مخرج         |        |
| ------------------------------ | ---- | ---------- | --------- | ------------ | ------ |
| "Así de Grandes Son Las Ideas" | 2014 | كالي 13    | قصة       | خوسيه ريفيرا | [ 20 ] |

## أعضاء الفرقة
- دانيال دياز - إيقاع ، غناء مساند
- ليو جينوفيز - لوحات المفاتيح
- إبراهيم فريبجان - إيقاع ، أوتار
- مدينة كياني - دعم غناء
- إلياس مايستر - جيتار
- جاستن بورتيل - جيتار
- توماس بريدجن - طبول

## الجوائز
- 4 جوائز جرامي
- 27 جائزة لاتينية جرامي (بما في ذلك ألبومان لهذا العام ، وسجلاَين من جوائز العام ، وجائزة أغنية العام ) - يحمل الرقم القياسي لأغلب جوائز جرامي اللاتينية [21]

## روابط خارجية
- كالي 13 الموقع الرسمي